# Special Olympics Israel
Special Olympics Israel ist ein Verband von Special Olympics International mit Sitz in Herzlia in Israel. Sein Ziel ist, Menschen mit geistiger Beeinträchtigung und Mehrfachbeeinträchtigung das ganze Jahr hindurch Sporttraining anzubieten. Durch den Sport können diese Athletinnen und Athleten ihren Mut unter Beweis stellen, sich fit halten, sich in eine Gemeinschaft integrieren und Freundschaften zu anderen Athleten knüpfen. Special Olympics Israel betreut auch das israelische Team bei internationalen Special Olympics Wettbewerben. 

## Geschichte
1985 wurde der Verband Special Olympics Israel gegründet.
Ende Oktober 2022 fanden die ersten nationalen Special Olympics in Nord Israel statt. Kurz vor den Special Olympics World Summer Games 2023 erhielt der Verband seine Anerkennung als offizieller Sportverband durch das zuständige israelische Ministerium, das die Reise zu den World Games finanziell unterstützte.

## Aktivitäten
2019 waren 4705 Athletinnen und Athleten und 140 Trainer bei Special Olympics Israel registriert. Der Verband bietet folgende Sportarten an: Basketball, Bowling, Floor Ball, Floor Hockey, Fußball, Judo, Leichtathletik, Radsport,  Reiten, Schneeschuhlaufen,  Schwimmen, Tischtennis und Tennis. Special Olympics Israel nimmt an den Programmen Family Support Network, Unified Schools, Unified Sports, Healthy Communities, Motor Activities Training Program und Young Ahtletes teil, die von Special Olympics International ins Leben gerufen wurden.

### Teilnahme an vergangenen Weltspielen
- 2007 Special Olympics World Summer Games, Shanghai, China (39 Athletinnen und Athleten)
- 2011 Special Olympics World Summer Games, Athen, Griechenland (84 Athletinnen und Athleten)
- 2015 Special Olympics World Summer Games, Los Angeles, USA (36 Athletinnen und Athleten)
- 2017 Special Olympics World Winter Games, Graz-Schladming-Ramsau, Österreich (13 Athletinnen und Athleten)
- 2019 Special Olympics, World Summer Games, Abu Dhabi, Vereinigte Arabische Emirate (27 Athletinnen und Athleten)[4]
- 2025 Special Olympics World Winter Games, Turin, Italien (5 Athletinnen und Athleten)[5]

### Teilnahme an den Special Olympics World Summer Games 2023 in Berlin
Special Olympics Israel nahm an den Special Olympics World Summer Games 2023 in Berlin teil. Die israelische Delegation wurde vor den Spielen im Rahmen des Host Town Programs vom Berliner Bezirk Tempelhof-Schöneberg betreut. Bei den World Games in Berlin wurde Israel zum ersten Mal auch durch eine Fußballfrauenmannschaft repräsentiert. Das israelische Team bestand aus 35 Athletinnen und Athleten. Das Team gewann bei diesen Weltspielen zehn Gold-,  acht Silber- und acht Bronzemedaillen.